# Amtsgericht Bad Saulgau
Das Amtsgericht Bad Saulgau ist eines von 108 Amtsgerichten in Baden-Württemberg. Es ist ein Gericht der ordentlichen Gerichtsbarkeit.

## Amtsgerichtsbezirk
Der Amtsbezirk des Amtsgerichts Bad Saulgau umfasst den östlichen Teil des Landkreises Sigmaringen mit den Städten Bad Saulgau, Mengen, Scheer, Herbertingen, Ostrach und Hohentengen. Insgesamt leben im Gerichtsbezirk rund 45.000 Menschen.

## Gerichtsgebäude
Das Gerichtsgebäude des Amtsgerichts befindet sich in der Stadtmitte in der Schützenstraße 14.

## Zuständigkeit und Aufgaben
Das Amtsgericht Bad Saulgau ist erstinstanzliches Zivil-, Familien- und Strafgericht. Beim Amtsgericht wird außerdem das Vereins- und Güterrechtsregister geführt. Als Vollstreckungsgericht ist es zuständig für alle Vollstreckungssachen, bei denen der Schuldner seinen Wohnsitz im Gerichtsbezirk hat.
Weitere Rechtsangelegenheiten wie Jugendschöffengerichtssachen, Insolvenzverfahren, Zwangsversteigerungs- und Zwangsverwaltungssachen, Handelsregister, Genossenschaftsregister und Partnerschaftsregister fallen nicht unter die Zuständigkeit des Amtsgerichtes. Für sie ist das Amtsgericht Ravensburg zuständig. Für das Landwirtschaftsgericht ist das Amtsgericht Biberach zuständig.
Für das Amtsgericht arbeiten drei Gerichtsvollzieher.

## Übergeordnete Gerichte
Im Instanzenzug übergeordnet sind dem Amtsgericht Bad Saulgau das Landgericht Ravensburg, das Oberlandesgericht Stuttgart und der Bundesgerichtshof.